# ایبرانی
ایبرانی (به مجاری: Ibrány) یک منطقهٔ مسکونی در مجارستان است که در سابولچ-ساتمار-برگ واقع شده‌است. ایبرانی ۶۰٫۴۲ کیلومتر مربع مساحت و ۶٬۷۵۱ نفر جمعیت دارد.

## خواهرخوانده
شهر گرادیسکا د ایسونتزو خواهرخواندهٔ ایبرانی هست.